# Bathos
Bathos is een schrijfstijl waarbij de opsteller van een tekst probeert een verheven toon aan te slaan, maar daar niet in slaagt. 
Bathos bevat vaak een belachelijke anticlimax, een plotselinge verandering waarbij de tekst inzakt, van het beste naar het slechtste. Vaak wordt de inhoud ridicuul.
Als de vorm bewust wordt gekozen, is het een stijlfiguur.
- Alles accepteer ik: schanden
Arglist, angst en levertraan.[1]
- Ik zou dit moeten zeggen, dat Pat geen nertsjas heeft. Maar ze heeft wel een respectabele Republikeinse stoffen jas. En ik vertel haar altijd dat ze er in alles goed uit zou zien.[2]